# Теофіль Делькассе
Теофіль Делькассе (фр. Théophile Delcassé фр. вимова: [teɔfil dɛlkase]; 1 березня 1852, Пам'є, департамент Ар'єж, Франція — 22 листопада 1923, Ніцца, Франція) — французький дипломат, державний діяч, міністр закордонних справ Франції (1898—1905 і 1914—1915). Він найбільш відомий своєю ненавистю до Німеччини та зусиллями забезпечити союзи з Росією та Великою Британією, які стали Entente Cordiale.  Він належав до Радикальної партії і був протеже Леона Гамбетти.

## Біографія
Народився в сім'ї представників дрібної буржуазії, його батько Лоран Делкассе (1826—1889) був професором живопису.
У 1874 році здобув вищу філологічну освіту в Тулузі. Працював у декількох державних установах на південному заході, зокрема в Тарбі і Монтобані, перш ніж перебрався в Париж. Тут він співпрацював з виданням «Французька Республіка» (La République française), яке видавав Леон Гамбетта, чиїм вірним послідовником він став.
Внаслідок своїх антиклерикальних переконань в січні 1886 року вступив в ряди масонів — в «Латинське братство» міста Фуа.
У 1889 році був обраний до Національних зборів як представник Фуа і від партії радикальних соціалістів; належав до поміркованого крила цієї партії. Переобирався протягом тридцяти років, склавши депутатські повноваження в 1919 році.
У 1893 році був призначений на посаду державного міністра у справах колоній.
У 1894—1895 рр. — міністр колоній. На цій посаді дав новий імпульс французької колоніальної політики, особливо в Західній Африці; були підпорядковані нові райони, також було посилено флот. Міністерство отримало велику незалежність у своїй діяльності, в деяких випадках навіть не інформуючи парламент про вжиті ініціативах.
У 1898—1905 рр. — міністр закордонних справ Франції. На цій посаді займав виражену антинімецьку позицію. Прагне зруйнувати систему спілок, розроблену канцлером Бісмарком у попередні десятиліття, яка пов'язувала Німецьку імперію з Австро-Угорською імперією, Італією та Росією.
На чолі МЗС зумів вивести Францію з політичної ізоляції. Зокрема, в обмін на деякі поступки в Східній Африці відбувалося зближення з Великою Британією.
У 1899 році став посередником у конфлікті між США та Іспанією, зміг успішно організувати переговори з укладення миру між двома країнами. Розділивши відповідні сфери інтересів у Північній Африці в секретній угоді 1902 року, він також поліпшив відносини з Італією, яка отримувала як майбутню колонію Лівію, Франції відходили Туніс і Марокко. Був створений союз з Росією — в 1899 і 1901 рр. міністр відвідав Санкт-Петербург. Уже в серпні 1899 року був створений дипломатичний союз між двома країнами. У червні 1900 року був демаркований кордон між іспанськими і французькими колоніями в Африці.
Під час візиту в Лондон у складі делегації на чолі з президентом Емілем Лубе у квітні 1904 року було досягнуто домовленостей про взаємні інтереси в Єгипті, Ньюфаундленді і Марокко. Прямим наслідком стало подальше відчуження з німецьким рейхом. Після Гулльского інциденту включився в процес врегулювання відносин між Великою Британією і Росією, щоб запобігти ескалації напруженості між ними. У танжерській кризі виступав за суворе протистояння Німеччині, однак цю позицію відкинув пацифістськи налаштований прем'єр-міністр Моріс Рувье. Через що виникли протиріччя в червні 1905 року подав прохання про відставку.
Займався питаннями військово-морського співробітництва між Великою Британією і Францією.
Морський міністр (1911—1913). Посол у Петербурзі (лютий 1913—березень 1914). Міністр закордонних справ (серпень 1914 — жовтень 1915). Був одним з творців Антанти. Його найважливішим успіхом на цьому етапі став вступ у війну на боці Антанти Італії. Був змушений піти у відставку в жовтні 1915 року через свою надмірно проросійську позицію, оскільки його підтримка цілей війни Росії на Балканах привела Болгарію в табір Центральних держав.
Пішов з політичного життя в 1919 році внаслідок потрясіння від загибелі свого сина Жака на німецькому фронті в ході Першої світової війни.
Був похований на паризькому кладовищі в Монмартрі. На його могилі викарбувано епітафія: «Ці кілька слів, які підсумовують все моє життя: для Франції все, завжди».